# Thierry Vaubourgoin
Thierry Vaubourgoin est un peintre français, né à Paris le 8 février 1944. Après avoir vécu à Boisset (Cantal), il est installé à Hautefontaine (Oise).

## Biographie
Thierry Vaubourgoin est le fils de Marc Vaubourgoin et le petit-fils de Julien Fernand Vaubourgoin, tous deux compositeurs.
Ses premiers dessins remarqués en 1950, et première exposition se tient en 1952. Son aisance aura tôt fait d’intéresser les médias des années 1950. Il fait la une des grands journaux : « Mozart de la peinture » (Jours de France) ; « peintre prodige de 10 ans » (Sud-Ouest) ; « Un enfant qui peint comme un homme » (Familial). « Je me souviens que les journalistes du Times, dubitatifs, ont souhaité que je réalise une toile devant eux. Démonstration faite, ils m’ont consacré deux pages pleines », s’amuse aujourd’hui l'artiste. Un reportage de trois pages lui est consacré sous le titre « L'enfant prodige de 1955 » dans le numéro de juin 1955 de la revue Tout Savoir.
En 1960, Thierry Vaubourgoin est l'élève de Maurice Brianchon à l'École nationale supérieure des beaux-arts à Paris. En 1967, avec la toile La révolte des forces obscures, il obtient le pénultième (le prix fut supprimé après 1968) premier grand prix de Rome en peinture, après avoir déjà obtenu un second prix deux ans plus tôt. Depuis lors, il expose en Europe et au-delà.
À partir de 1988, il s'emploie de pair avec le sculpteur Louis Lutz, lui aussi Grand Prix de Rome, à la réhabilitation de l'école des beaux-arts de Compiègne et y sera enseignant jusqu'en 2011.
Dans des gammes colorées grisâtres, sa peinture, influencée par le surréalisme et l'hyperréalisme, reflète avec distance et humour l’évolution de la société occidentale. En 2010, Thierry Vaubourgoin - « ce collègue qu'attire le rêve et dont il tire les éléments d'une œuvre que j'ai plus d'une raison d'appcécier » évoque Michel Ciry - a réalisé une série de vingt nus.

## Réception critique
- « Aussi savante et compréhensible en apparence que celle que l'on contemple depuis des siècles dans les musées, et en même temps, complètement déroutante. La poésie est partout dans l'œuvre de Vaubourgoin, comme dans celle d'Ingres, de Jérôme Bosch, d'Holbein. […] Il fait dire à la bonne peinture les choses qu'elles n'avaient jamais dites avant lui. Sous son pinceau, les plus gros calembours, les blagues de rapin, les astuces vaseuses deviennent de la magie. L'œuvre de Vaubourgoin, ce sont les mots croisés sortis du laboratoire de Baudelaire. » - Jean Dutourd[5].
- « Poétique et humoristique, l'univers pictural de Thierry permet d'oublier, le temps que l'on s'y baigne en contemplant ses tableaux, un monde où la poésie et l'humour ne sont pas, hélas, facteurs dominants... Je jalouse tant d'imagination. » - Michel Ciry[6]

## Ouvrages illustrés
- Alain Rayé, Une table pour deux, livre de recettes illustré de peintures de Thierry Vaubourgoin et de photographies de Bernard Mandin, Éditions Metabole pour le groupe CEP Euro Éditions, 1993.

## Expositions

### Expositions personnelles
- Galerie Jean-Claude Bellier, Paris, 1974.
- Galerie Emmanuel David, 1977 (Les Métabolles), 1980 (Les Mésalliances).
- Galerie Alain Daune, Paris, 1983 (Les Travaux d'Hercule), 1985 (Recettes de cuisine), 1988 (Les contes).
- Coliseum, New York, 1982.
- Moulin de Tôt, Clères, juin 1984[3].
- Centre hispanique, Paris, 1990, 1996.
- Galerie Guigné, Paris, 1992.
- Galerie Matignon 32, Paris, 2000.

### Expositions collectives
- Les cinquante derniers Grands Prix de Rome, Musée Picasso d'Antibes, 1977.
- Trente-sixième Salon du Foyer des Arts, Salles Saint-Nicolas, Compiègne, Thierry Vaubourgoin invité d'honneur, octobre 2013[7].
- 8e Salon des peintres - Michel Four, Werner Van Hoylandt, Roger Thalamy, Thierry Vaubourgoin, Boisset, 2015.
- Les voyages, École nationale supérieure des beaux-arts, Paris, octobre 2015 - janvier 2016.
- Soixante-huitième Salon d'hiver d'Aurillac, Les Écuries, Aurillac, Thierry Vaubourgoin et Jean-François Pillon (sculpteur) invités d'honneur, décembre 2016 - janvier 2017[8].

## Collections publiques
- École nationale supérieure des beaux-arts, Paris, deux dessins et quatre huiles sur toiles[9] :
  - Les régates, 81x100cm, 1961.
  - Joueurs d'échecs, 81x100cm, 1962.
  - Figure peinte, 81x65cm, 1967.
  - La révolte des forces obscures, 162x130cm, 1967.